# Mormyrus cyaneus
Mormyrus cyaneus es una especie de pez elefante eléctrico en la familia Mormyridae. Es nativa de la República democrática del Congo y puede alcanzar un tamaño aproximado de 260 mm.
Respecto al estado de conservación, se puede indicar que de acuerdo a la IUCN, esta especie puede catalogarse en la categoría «vulnerable (VU)».